# Lawrence Trent
Lawrence Trent (* 28. April 1986 in London) ist ein englischer Schachspieler.

## Leben
Lawrence Trent hat einen Studienabschluss in Romanistik. Außer als Schachspieler ist er auch als Moderator und Kommentator von Schachwettkämpfen bekannt, zum Beispiel der London Chess Classics und des Schach-Weltpokals. Von Juni 2015 bis Januar 2017 war er der Manager des Großmeisters Fabiano Caruana.

## Erfolge
Beim 31. Andorra Open 2013 in Erts erhielt Lawrence Trent einen Preis für die schönste Partie des Turniers für einen Schwarzsieg im Albins Gegengambit gegen Héðinn Steingrímsson.
Seit August 2005 trägt er den Titel Internationaler Meister. Die Normen hierfür erzielte er bei einem Turnier in Porto San Giorgio im August 2003 mit Übererfüllung, bei dem er unter anderem gegen die Großmeister Iván Faragó, Lexy Ortega und Igor Efimov gewann, sowie in der Four Nations Chess League in den Saisons 2003/04 und 2004/05.

## Vereine
In der britischen Four Nations Chess League (4NCL) spielte er von 2001 bis 2004 für den Barbican Chess Club (bis 2003 nur in der zweiten Mannschaft, in der Saison 2003/04 sowohl in der ersten als auch in der zweiten Mannschaft), 2004/05 für die North West Eagles und ab der Saison 2005/06 zunächst für Hilsmark Kingfisher, von 2008 bis 2013 für Wood Green Hilsmark Kingfisher, die durch den Zusammenschluss der Hilsmark Kingfisher mit Wood Green entstanden. Seit der Saison 2015/16 spielt er für Guildford A&DC. Mannschaftsmeister wurde er in den Saisons 2008/09, 2009/10, 2011/12 und 2015/16. In der deutschen 1. Bundesliga spielte er in der Saison 2014/15 für die Sportfreunde Katernberg. Seit der Saison 2015/16 spielt er für den SK Norderstedt, unter anderem in den Saisons 2015/16 und 2017/18 in der 1. Bundesliga.

## Veröffentlichungen
- Two Knight’s Defence. ChessBase, Hamburg 2010, ISBN 978-3-86681-162-1.
- The Smith-Morra Gambit. ChessBase, Hamburg 2010, ISBN 978-3-86681-192-8.
- The modern Grand Prix Attack. ChessBase, Hamburg 2014, ISBN 978-3-86681-409-7.